# Miroslav Krleža

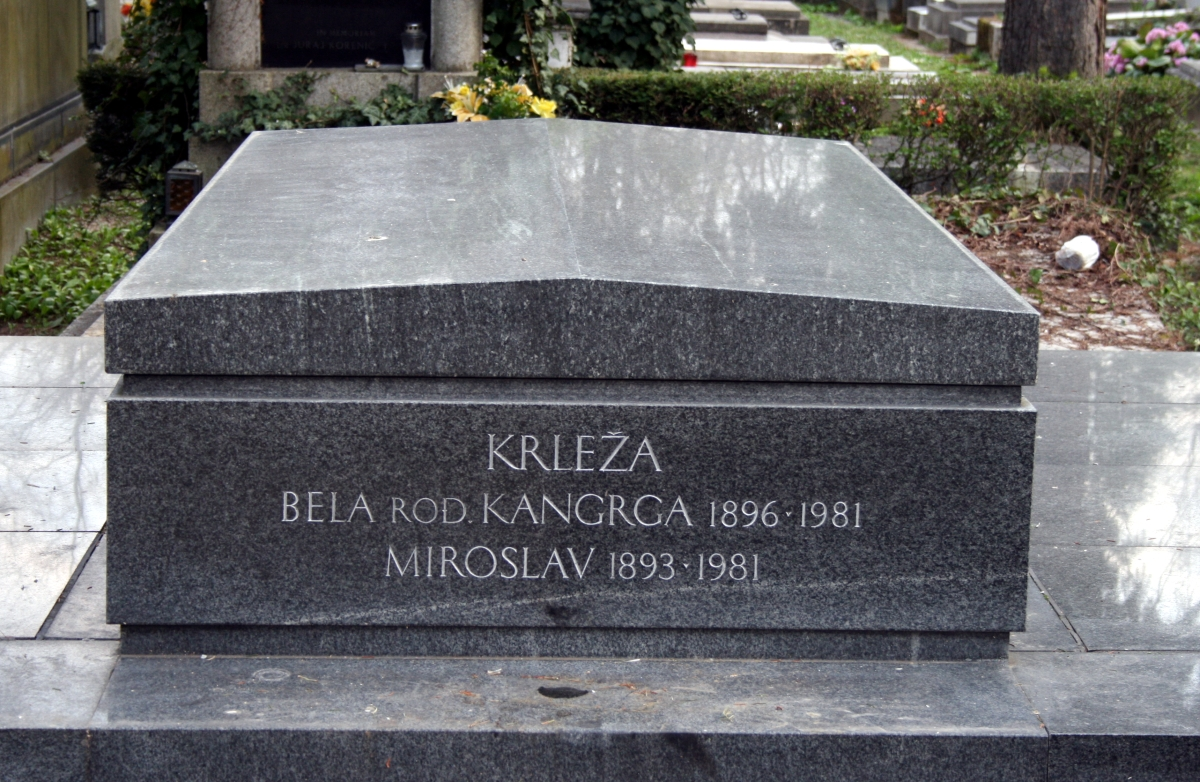
Grób Miroslava Krležy na cmentarzu Mirogoj w Zagrzebiu

Miroslav Krleža (ur. 7 lipca 1893 w Zagrzebiu, zm. 29 grudnia 1981 tamże) – chorwacki pisarz, uważany za jednego z najwybitniejszych twórców literatury chorwackiej.

## Życie
Pochodził z rodziny urzędniczej. Był słuchaczem akademii wojskowej w Budapeszcie. Szkołę opuścił podczas wojen bałkańskich. Od 1913 roku mieszkał w Zagrzebiu, gdzie zajął się twórczością literacką. Podczas I wojny światowej walczył na froncie w Galicji, później pracował jako dziennikarz w Zagrzebiu. W ostatnich latach wojny przebywał w kręgu przyszłych założycieli partii komunistycznej w Chorwacji. Po wojnie brał udział w publicystycznej kampanii krytycznej skierowanej przeciwko panującej „ideologii burżuazyjnej”.
II wojnę światową spędził w Zagrzebiu, gdzie brał czynny udział w kształtowaniu nowej, socjalistycznej Jugosławii. Był członkiem najwyższych organów partyjnych, wiceprezesem Jugosłowiańskiej Akademii Nauk i Sztuk oraz dyrektorem Zakładu Leksykograficznego.

## Twórczość
Miroslav Krleža jest jedną z najważniejszych postaci współczesnej kultury chorwackiej i jednym z najwybitniejszych twórców chorwackich. W swojej twórczości podjął dzieło generalnej reedukacji narodowej Chorwatów. Główne problemy jego twórczości to tragizm dziejów Chorwacji i obrachunek z jej feudalną i mieszczańską przeszłością. W wielu utworach autor zajmuje się tematyką chłopską, dokonuje też historyczno-kulturowej analizy teraźniejszości.
Debiutował na łamach czasopism w roku 1914. W pierwszym okresie twórczości pisał głównie dramaty zebrane w tomie Legenda (1933). Pierwsze sukcesy literackie przyniosły mu poematy: Pan (1917), Tri simfonije (1917) oraz poemat prozą Chorwacka rapsodia (1918). Najpłodniejszy okres twórczości nastąpił po I wojnie światowej, kiedy powstały tomy: Pjesme (1918–1919), Liryka (1919), cykl nowel antywojennych Chorwacki bóg Mars (1922) oraz kolejne dramaty i cykl nowelistyczny Nowele (1924). Jest autorem pamfletu Chorwackie kłamstwo literackie (1919).
Po przerwie, wypełnionej działalnością publicystyczną, ukazał się cykl Glembajevi (1932) składający się z dramatów i nowel o dziejach chorwackiej rodziny mieszczańskiej. W tym okresie powstały także powieści: Powrót Filipa Latinovicza (1932), Na krawędzi rozumu (1932), Bankiet w Blitwie (1938). W 1936 roku ukazało się dzieło uważane za najwybitniejsze w jego twórczości: cykl poetycki Ballady Pietrka Kerempuha (Ballade Petrice Kerempuha), napisany w archaizowanym ludowym dialekcie kajkawskim.
W 1962 roku zaczął publikować na łamach miesięcznika „Forum” wielką powieść Sztandary (Zastave).
Na język polski przetłumaczono dość dużą część bogatej twórczości Krležy, m.in. Na krawędzi rozumu, Ballady Pietrka Kerempuha, Bankiet w Blitwie. Nowele i opowiadania zgromadzono w tomach: Świerszcz nad wodospadem (1961), Tysiąc i jedna śmierć (1978). W tłumaczeniu na język polski ukazały się także Dzienniki i eseje (tłum. Jan Wierzbicki, Wydawnictwo Łódzkie 1984, 575 ss. ISBN 83-218-0295-8).

### Poezja i proza
- Pjesme I i II, (1918)
- Pjesme III, (1919)
- Hrvatski bog Mars (1922; pełna i ostateczna wersja w 1933)
- Pjesme u tmini (1937)
- Novele (1924)
- Hiljadu i jedna smrt (1932)
- Povratak Filipa Latinovića (1932)
- Novele (1937)
- Balade Petrice Kerempuha (1936)
- Na rubu pameti (1938)
- Banket u Blitvi (1938), (1939), (1962)
- Zastave (1969)

### Dramaty
- Kraljevo' (1915)
- Kristofor Kolumbo (1917)
- Mikelanđelo Buonaroti (1918)
- U logoru (1920)
- Vučjak (1924)
- Gospoda Glembajevi, (1929)
- U agoniji, (1928)
- Leda, (1930)
- Aretej, (1959)

### Literatura o autorze
- Viktor Žmegač, Krležini europski obzori
- Stanko Lasić, Krležologija
- Krležijana, Enciklopedija o Miroslavu Krleži
- Jan Wierzbicki, Miroslav Krleža, Warszawa 1975.